# Angitula nigra
Angitula nigra är en tvåvingeart som först beskrevs av Günther Enderlein 1936.  Angitula nigra ingår i släktet Angitula och familjen bredmunsflugor. Inga underarter finns listade i Catalogue of Life.